# Otočić Mrtovac
Otočić Mrtovac är en ö i Kroatien.   Den ligger i länet Šibenik-Knins län, i den södra delen av landet, 230 km söder om huvudstaden Zagreb. Arean är 0,12 kvadratkilometer.
Terrängen på Otočić Mrtovac är platt. Öns högsta punkt är 14 meter över havet. 